# Seinlanguage
Seinlanguage es un libro de 1993 escrito por Jerry Seinfeld. Seinlanguage fue aclamado por la crítica y obtuvo un lugar en la lista de Best Seller del New York Times. El título es un juego de palabras, aprovechando que las primeras cuatro letras de "Seinfeld" son un homónimo de "signo" (como en el lenguaje de signos).